# Климат Ульяновской области
Климат Ульяновской области умеренно континентальный. Средняя температура января около −13°С, июля — +19°С в северной части, +20°С — на юге. — -48°С — минимальная температура. +41°С — максимальная температура. Распределение осадков происходит неравномерно: на севере-западе — 500 мм, на юге области — 350 мм. Самый влажный район области — Сурский, там выпадает около 500 мм осадков в год, самый сухой — Радищевский, с нормой в 350 мм.
Высота полуденного Солнца над горизонтом в Ульяновске в дни равноденствия составляет 36°. 22 июня Солнце в Ульяновске поднимается до 59°30'. В день зимнего солнцестояния, в 12 часов дня по местному времени Солнце в Ульяновске будет находиться 12°30'. Циклоны приходят в Ульяновскую область чаще с запада и северо-запада.
Большая часть осадков выпадает с апреля по октябрь. Около 30 % осадков приходится на ноябрь-март. Наиболее засушливыми были 1938, 1939, 1942, 1951, 1957, 1959, 1972,1978 и 2010 годы. В 1944, 1945, 1953, 1958, 1962,1967,1970,1973, 1976, 1978, 1980, 1983, 1985-1990, 1993, 1997, 1999 и 2001 годах выпадало более 500 мм осадков.